# Lucas and Marcus
Lucas and Marcus Dobre-Mofid (sinh ngày 28 tháng 1 năm 1999), thường được biết đến là The Dobre Twins, là một bộ đôi múa và nhân vật YouTube là về Vine người Mỹ.
Kênh YouTube của họ hiện đang có 24 triệu lượt đăng ký. Tên kênh của cặp song sinh này cũng còn được gọi là "Dobre Brothers", với anh của họ là Cyrus và Darius, họ đăng những video vlog hai lần một tuần.

## Giải thưởng và đề cử
| Năm  | Giải thưởng   | Thể loại          | Kết quả |
| ---- | ------------- | ----------------- | ------- |
| 2018 | Shorty Awards | Muser of the Year | Đề cử   |